# كريس هاتشينز
كريس هاتشينز (بالإنجليزية: Chris Hutchins)‏ هو صحفي بريطاني، ولد في 23 يونيو 1941.